# Campanha presidencial de Vera Lúcia em 2018
A campanha presidencial de Vera Lúcia em 2018  foi oficializada em 20 de julho de 2018, tendo como vice na chapa, o professor Hertz Dias. A chapa formada era puro-sangue e concorreu pelo PSTU.

## Plano de governo
Em seu programa de governo, defendia a estatização de universidades, de hospitais privados e de bancos. Em relação à economia, a candidata afirmou que se eleita, não iria pagar a dívida pública do Brasil e desautorizaria remessas de lucro das empresas multinacionais. Segundo a candidata, a estratégia garantiria condições financeiras para criar um "plano nacional de obras públicas" para gerar emprego.
Colocou-se a favor do Bolsa Família, mas o considerava uma "pequena concessão" aos trabalhadores. Defendia a adoção de um salário mínimo igual ao estabelecido pelo Dieese como mínimo ideal para uma família de quatro pessoas, então estimado em 3.800 reais por mês.
Se eleita, afirmou que no dia 2 de janeiro,  todas as medidas de Michel Temer aprovadas pelo Congresso Nacional seriam revogadas e as empreiteiras envolvidas na Lava Jato seriam estatizadas.
Em entrevista à Folha de S.Paulo em abril de 2018 , defendeu uma revolução operária e afirmou que o modelo mais próximo do ideal seria o dos cinco primeiros anos após a revolução Russa de 1917.
Sobre a reforma da previdência, a candidata afirmou que não iria "permitir nenhuma reforma da Previdência" e prometeu chamar os trabalhadores a "lutar e a resistir contra qualquer ataque à nossa aposentadoria, venha de que governo vier".
Defendeu a revogação da regra do teto de gastos e da Lei de Responsabilidade Fiscal.

## Candidatos
| Partido Socialista dos Trabalhadores Unificado |                      |
|                                                |                      |
| Vera Lúcia                                     | Hertz Dias           |
| para presidente                                | para vice-presidente |
|                                                |                      |
| [ 11 ]                                         |                      |

## Resultado da eleição

### Eleições presidenciais
| Ano de eleição | Candidato  | Primeiro turno      | Primeiro turno      | Segundo turno       | Segundo turno       |
| Ano de eleição | Candidato  | # do total de votos | % do total de votos | # do total de votos | % do total de votos |
| -------------- | ---------- | ------------------- | ------------------- | ------------------- | ------------------- |
| 2018           | Vera Lúcia | 55.762              | 0,05%               | Não concorreu       | Não concorreu       |